# 여배우들
"여배우들"은 이재용 감독이 윤여정, 이미숙, 고현정, 최지우, 김민희, 김옥빈 등 여섯 명의 톱 배우들을 캐스팅하여 만든 2009년 영화이다. 2010년 2월에 열리는 베를린 국제 영화제의 파노라마 부문에 일찌감치 초청이 확정되었다.

## 시놉시스
2008년 크리스마스 이브. 패션지 《보그》의 특집화보 촬영을 위해 20대부터 60대까지 각 세대를 대표하는 6명의 여자 배우들이 청담동 모 스튜디오에 차례로 모인다. 이곳에서 화보를 찍기 위해 모인 이들은 은근히 신경전을 펼치기 시작하고 예민해진 배우들 사이에 언성이 높아지기 시작하는데.....

## 캐스팅
- 윤여정 : 본인 역
- 이미숙 : 본인 역
- 고현정 : 본인 역
- 최지우 : 본인 역
- 김민희 : 본인 역
- 김옥빈 : 본인 역

## 제작진
- 제작: (주)뭉클픽쳐스
- 제공: (주)스폰지이엔티, 쇼박스(주)미디어플렉스
- 배급: 쇼박스(주)미디어플렉스
- 프로듀서: 서동현
- 감독: 이재용
- 각본: 이재용, 윤여정, 이미숙, 고현정, 최지우, 김민희, 김옥빈
- 각색: 신정구
- 촬영: 홍경표
- 촬영: 이창재
- 조명: 추인식
- 미술: 송혜진
- 음악: 조영욱

## 참고 사항
- 2009년 11월 30일 오후 2시 동대문 메가박스에서 기자시사회가 열렸다. 이날 이재용감독과 윤여정, 이미숙, 고현정, 최지우, 김민희, 김옥빈 등 배우 6명이 모두 참석하였다.[2]
- 2009년 11월 30일 저녁에 코엑스 메가박스에서 열린 "여배우들" VIP시사회에는 송강호, 송혜교, 박해일, 소지섭, 오연수, 송윤아, 한채영, 박예진, 신민아, 천정명, 이영아, 쥬니 등 톱 배우들이 대거 참석하였다.[3]
- 스튜디오에 스쿠터를 타고 들어오는 김민희의 모습은 대역을 썼다.